# Chris Durkin
Christopher James Durkin (Hampton, 8 februari 2000) is een Amerikaans voetballer die bij voorkeur als centrale middenvelder speelt. Hij tekende in de zomer van 2020 definitief voor de Belgische eersteklasser Sint-Truidense VV nadat hij hier gedurende het seizoen 2019/20 al op uitleenbasis actief was.

## Carrière

### D.C. United
Op 8-jarige leeftijd begon Durkin te voetballen in teamverband bij de jeugd van Richmond Kickers waar hij de jeugdreeksen doorliep en in 2013 werd weggeplukt door profclub D.C. United. Na 3 seizoenen in de jeugdploegen van D.C. United te hebben gespeeld werd Durkin van 2016 tot 2017 uitgeleend aan ex-club Richmond Kickers waar hij zijn eerste ervaringen in een eerste elftal kon opdoen. In 2017 zat hij een eerste keer op de bank bij D.C. United in competitieverband. Vanaf 2018 begon hij ook speelkansen te krijgen. Op 4 maart 2018 debuteerde Durkin in de Major League Soccer, in de wedstrijd tegen Orlando City viel hij na 73 minuten in voor Yamil Asad.

### STVV
In de zomer van 2019 werd bekend dat Durkin de stap naar Europa zette waar hij voor het Belgische Sint-Truidense VV ging spelen. Durkin werd voor één seizoen gehuurd van D.C. United met de optie hem na deze periode definitief over te nemen. Na een moeizame start wist Durkin zich in het team te knokken. Tot de competitiestop in maart 2020 door de coronapandemie kwam hij 13 keer in actie voor STVV waarvan 10 basisplaatsen. In de thuisoverwinning tegen KAS Eupen was Durkin goed voor zijn eerste doelpunt voor de club. Op 7 mei 2020 maakte Sint-Truiden bekend dat het de optie lichtte, Durkin tekende een definitief contract tot de zomer van 2023.

## Statistieken
| Seizoen | Club                | Competitie          | Competitie | Competitie | Beker | Beker | Internationaal | Internationaal | Totaal | Totaal |
| Seizoen | Club                | Competitie          | Wed.       | Dlp.       | Wed.  | Dlp.  | Wed.           | Dlp.           | Wed.   | Dlp.   |
| ------- | ------------------- | ------------------- | ---------- | ---------- | ----- | ----- | -------------- | -------------- | ------ | ------ |
| 2016    | D.C. United         | Major League Soccer | 0          | 0          | 1     | 0     | —              | —              | 1      | 0      |
| 2017    | D.C. United         | Major League Soccer | 0          | 0          | 1     | 0     | —              | —              | 1      | 0      |
| 2018    | D.C. United         | Major League Soccer | 23         | 0          | 2     | 0     | —              | —              | 25     | 0      |
| 2019    | D.C. United         | Major League Soccer | 13         | 1          | 1     | 0     | —              | —              | 14     | 1      |
| 2019/20 | → Sint-Truidense VV | Eerste klasse A     | 13         | 1          | 2     | 0     | —              | —              | 15     | 1      |
| 2020/21 | Sint-Truidense VV   | Eerste klasse A     | 15         | 0          | 0     | 0     | —              | —              | 15     | 0      |
| Totaal  | Totaal              | Totaal              | 64         | 2          | 7     | 0     | 0              | 0              | 71     | 2      |

Bijgewerkt op 11 januari 2021.